# Stryphnodendron guianense
Stryphnodendron guianense är en ärtväxtart som först beskrevs av Jean Baptiste Christophe Fusée Aublet, och fick sitt nu gällande namn av George Bentham. Stryphnodendron guianense ingår i släktet Stryphnodendron och familjen ärtväxter.

## Underarter
Arten delas in i följande underarter:
- S. g. glandulosum
- S. g. guianense